# Чабырхуа
Чабырхуа (абх. Чабырхәа; ранее Цхенцкар абх. Цхенҵҟар) — село в Абхазии, в Очамчырском районе частично признанной Республики Абхазия, согласно административному делению Грузии — в Очамчирском муниципалитете Абхазской Автономной Республики, в сельской администрации Кочара. Численность населения 4628 человек (2003).

## История
В местности Дюана, на левом берегу реки Хвыпсы, в 300 метрах от трассы Сухум — Очамчира и в 200 метрах от старой дороги на Гуаду (в 50 метрах восточнее кладбища) археологами было обнаружено поселение VIII—VI вв. до н. э.
Сохранились остатки средневековой церкви.